# Jańczów
Jańczów – przysiółek wsi Pielaszkowice w Polsce położony w województwie dolnośląskim, w powiecie średzkim, w gminie Udanin.